# Collegio di Tatton
Tatton è un collegio elettorale situato nel Cheshire, nel Nord Ovest dell'Inghilterra, e rappresentato alla Camera dei comuni del Parlamento del Regno Unito. Elegge un membro del parlamento con il sistema first-past-the-post, ossia maggioritario a turno unico; l'attuale parlamentare è Esther McVey del Partito Conservatore, che rappresenta il collegio dal 2017.

## Estensione
Il collegio si trova nella parte nord-occidentale dell'autorità unitaria del Cheshire East, e comprende le città di Knutsford e Wilmslow, oltre a diversi villaggi come Alderley Edge, Chelford, Handforth e Mobberley, nel Cheshire. Copre anche una piccola parte nord-orientale dell'autorità del Cheshire West and Chester, incluse alcune zone periferiche di Northwich.
- 1983–1997: i ward del Borough di Macclesfield di Dean Row, Fulshaw, Handforth, High Legh, Hough, Knutsford Nether, Knutsford Over, Knutsford South, Knutsford West, Lacey Green, Mere, Mobberley, Morley and Styal e Plumley, e i ward del distretto di Vale Royal di Barnton, Castle, Cogshall, Lostock Gralam, Marston and Wincham, Northwich, Rudheath and Whatcroft, Seven Oaks, Shakerley, Winnington, Witton North e Witton South.
- 1997–2010: i ward del Borough di Macclesfield di Alderley Edge, Dean Row, Fulshaw, Handforth, High Legh, Hough, Knutsford Nether, Knutsford Over, Knutsford South, Knutsford West, Lacey Green, Mere, Mobberley, Morley and Styal, Nether Alderley e Plumley, e i ward del distretto di Vale Royal di Barnton, Cogshall, Lostock Gralam, Marston and Wincham, Rudheath and Whatcroft, Seven Oaks e Shakerley.
- 2010-2019: i ward del Borough di Cheshire East di Alderley Edge, Chelford, Dean Row, Fulshaw, Handforth, High Legh, Hough, Knutsford Bexton, Knutsford Nether, Knutsford Norbury Booths, Knutsford Over, Lacey Green, Mere, Mobberley, Morley and Styal e Plumley e i ward del borough di Cheshire West and Chester di Barnton, Cogshall, Lostock and Wincham, Rudheath and South Witton, Seven Oaks and Marston e Shakerley.
- 2019-2024: i ward del Borough di Cheshire East di Alderley Edge, Chelford, Handforth, High Legh, Knutsford, Mobberley, Wilmslow Dean Row, Wilmslow East, Wilmslow Lacey Green e Wilmslow West and Chorley e i ward del borough di Cheshire West and Chester di Davenham, Moulton and Kingsmead, Marbury, Rudheath e Shakerley.
- dal 2024: i ward del borough di Cheshire East di Alderley Edge, Chelford, Handforth, High Leg, Knutsford, Mobberley, Wilmslow Dean Row, Wilmslow East, Wilmslow Lacey Green e  Wilmslow West and Chorley, i ward del borough di Cheshire West and Chester di Marbury e  Shakerley ed i ward del borough di Warrington di Lymm North and Thelwall (distretti elettorali SNA, SNB, SPA, SPB e SPC) e Lymm South.

Il collegio prende il nome da Tatton Park, una casa di campagna inglese che si trova nell'area.

## Membri del parlamento
| Elezione | Elezione     | Deputato       | Partito      |
| -------- | ------------ | -------------- | ------------ |
|          | 1983         | Neil Hamilton  | Conservatore |
|          | 1997         | Martin Bell    | Indipendente |
|          | 2001         | George Osborne | Conservatore |
| 2017     | Esther McVey |                | Conservatore |

## Elezioni

### Elezioni negli anni 2020
| Partito                    | Partito                                   | Candidato                  | Risultati 4 luglio 2024 | Risultati 4 luglio 2024 |
| Partito                    | Partito                                   | Candidato                  | Voti                    | %                       |
| -------------------------- | ----------------------------------------- | -------------------------- | ----------------------- | ----------------------- |
|                            | Conservatore                              | Esther McVey               | 19 956                  | 38,44                   |
|                            | Laburista                                 | Ryan Jude                  | 18 820                  | 36,26                   |
|                            | Reform UK                                 | Oliver Speakman            | 5 948                   | 11,46                   |
|                            | Lib Dem                                   | Jonathan Smith             | 4 614                   | 8,89                    |
|                            | Verdi                                     | Nigel Hennerley            | 2 571                   | 4,95                    |
|                            |                                           |                            |                         |                         |
| Iscritti                   | Iscritti                                  | Iscritti                   | 75 978                  | 100,00                  |
| ↳ Votanti (% su iscritti)  | ↳ Votanti (% su iscritti)                 | ↳ Votanti (% su iscritti)  | 52 107                  | 68,58                   |
| ↳ Astenuti (% su iscritti) | ↳ Astenuti (% su iscritti)                | ↳ Astenuti (% su iscritti) | 23 871                  | 31,42                   |
|                            |                                           |                            |                         |                         |
|                            | Esito: collegio confermato a Conservatore |                            |                         |                         |

### Elezioni negli anni 2010
| Partito                    | Partito                                   | Candidato                  | Risultati 12 dicembre 2019 | Risultati 12 dicembre 2019 |
| Partito                    | Partito                                   | Candidato                  | Voti                       | %                          |
| -------------------------- | ----------------------------------------- | -------------------------- | -------------------------- | -------------------------- |
|                            | Conservatore                              | Esther McVey               | 28 277                     | 57,75                      |
|                            | Laburista                                 | James Weinberg             | 10 890                     | 22,24                      |
|                            | Lib Dem                                   | Jonathan Smith             | 7 712                      | 15,75                      |
|                            | Verdi                                     | Nigel Hennerley            | 2 088                      | 4,26                       |
|                            |                                           |                            |                            |                            |
| Iscritti                   | Iscritti                                  | Iscritti                   | 69 018                     | 100,00                     |
| ↳ Votanti (% su iscritti)  | ↳ Votanti (% su iscritti)                 | ↳ Votanti (% su iscritti)  | 48 967                     | 70,95                      |
| ↳ Astenuti (% su iscritti) | ↳ Astenuti (% su iscritti)                | ↳ Astenuti (% su iscritti) | 20 051                     | 29,05                      |
|                            |                                           |                            |                            |                            |
|                            | Esito: collegio confermato a Conservatore |                            |                            |                            |

| Partito                    | Partito                                   | Candidato                  | Risultati 8 giugno 2017 | Risultati 8 giugno 2017 |
| Partito                    | Partito                                   | Candidato                  | Voti                    | %                       |
| -------------------------- | ----------------------------------------- | -------------------------- | ----------------------- | ----------------------- |
|                            | Conservatore                              | Esther McVey               | 28 764                  | 58,56                   |
|                            | Laburista                                 | Samuel Rushworth           | 13 977                  | 28,46                   |
|                            | Lib Dem                                   | Gareth Wilson              | 4 431                   | 9,02                    |
|                            | Verdi                                     | Nigel Hennerley            | 1 024                   | 2,08                    |
|                            | Indipendente                              | Quentin Abel               | 920                     | 1,87                    |
|                            |                                           |                            |                         |                         |
| Iscritti                   | Iscritti                                  | Iscritti                   | 67 839                  | 100,00                  |
| ↳ Votanti (% su iscritti)  | ↳ Votanti (% su iscritti)                 | ↳ Votanti (% su iscritti)  | 49 116                  | 72,40                   |
| ↳ Astenuti (% su iscritti) | ↳ Astenuti (% su iscritti)                | ↳ Astenuti (% su iscritti) | 18 723                  | 27,60                   |
|                            |                                           |                            |                         |                         |
|                            | Esito: collegio confermato a Conservatore |                            |                         |                         |

| Partito                    | Partito                                   | Candidato                  | Risultati 7 maggio 2015 | Risultati 7 maggio 2015 |
| Partito                    | Partito                                   | Candidato                  | Voti                    | %                       |
| -------------------------- | ----------------------------------------- | -------------------------- | ----------------------- | ----------------------- |
|                            | Conservatore                              | George Osborne             | 26 552                  | 58,62                   |
|                            | Laburista                                 | David Pinto-Duschinsky     | 8 311                   | 18,35                   |
|                            | UKIP                                      | Stuart Hutton              | 4 871                   | 10,75                   |
|                            | Lib Dem                                   | Gareth Wilson              | 3 850                   | 8,50                    |
|                            | Verdi                                     | Tina Rothery               | 1 714                   | 3,78                    |
|                            |                                           |                            |                         |                         |
| Iscritti                   | Iscritti                                  | Iscritti                   | 64 527                  | 100,00                  |
| ↳ Votanti (% su iscritti)  | ↳ Votanti (% su iscritti)                 | ↳ Votanti (% su iscritti)  | 45 298                  | 70,20                   |
| ↳ Astenuti (% su iscritti) | ↳ Astenuti (% su iscritti)                | ↳ Astenuti (% su iscritti) | 19 229                  | 29,80                   |
|                            |                                           |                            |                         |                         |
|                            | Esito: collegio confermato a Conservatore |                            |                         |                         |

| Partito                    | Partito                                   | Candidato                  | Risultati 6 maggio 2010 | Risultati 6 maggio 2010 |
| Partito                    | Partito                                   | Candidato                  | Voti                    | %                       |
| -------------------------- | ----------------------------------------- | -------------------------- | ----------------------- | ----------------------- |
|                            | Conservatore                              | George Osborne             | 24 687                  | 54,58                   |
|                            | Lib Dem                                   | David Lomax                | 10 200                  | 22,55                   |
|                            | Laburista                                 | Richard Jackson            | 7 803                   | 17,25                   |
|                            | Indipendente                              | Sarah Flannery             | 2 243                   | 4,96                    |
|                            | The True English (Poetry) Party           | Michael Gibson             | 298                     | 0,66                    |
|                            |                                           |                            |                         |                         |
| Iscritti                   | Iscritti                                  | Iscritti                   | 64 066                  | 100,00                  |
| ↳ Votanti (% su iscritti)  | ↳ Votanti (% su iscritti)                 | ↳ Votanti (% su iscritti)  | 45 231                  | 70,60                   |
| ↳ Astenuti (% su iscritti) | ↳ Astenuti (% su iscritti)                | ↳ Astenuti (% su iscritti) | 18 835                  | 29,40                   |
|                            |                                           |                            |                         |                         |
|                            | Esito: collegio confermato a Conservatore |                            |                         |                         |

### Elezioni negli anni 2000
| Partito                    | Partito                                   | Candidato                  | Risultati 5 maggio 2005 | Risultati 5 maggio 2005 |
| Partito                    | Partito                                   | Candidato                  | Voti                    | %                       |
| -------------------------- | ----------------------------------------- | -------------------------- | ----------------------- | ----------------------- |
|                            | Conservatore                              | George Osborne             | 21 447                  | 51,79                   |
|                            | Laburista                                 | Justin Madders             | 9 716                   | 23,46                   |
|                            | Lib Dem                                   | William Arnold             | 9 016                   | 21,77                   |
|                            | UKIP                                      | Diane Bowler               | 996                     | 2,40                    |
|                            | Indipendente                              | Michael Gibson             | 239                     | 0,58                    |
|                            |                                           |                            |                         |                         |
| Iscritti                   | Iscritti                                  | Iscritti                   | 64 108                  | 100,00                  |
| ↳ Votanti (% su iscritti)  | ↳ Votanti (% su iscritti)                 | ↳ Votanti (% su iscritti)  | 41 414                  | 64,60                   |
| ↳ Astenuti (% su iscritti) | ↳ Astenuti (% su iscritti)                | ↳ Astenuti (% su iscritti) | 22 694                  | 35,40                   |
|                            |                                           |                            |                         |                         |
|                            | Esito: collegio confermato a Conservatore |                            |                         |                         |

| Partito                    | Partito                                              | Candidato                  | Risultati 7 giugno 2001 | Risultati 7 giugno 2001 |
| Partito                    | Partito                                              | Candidato                  | Voti                    | %                       |
| -------------------------- | ---------------------------------------------------- | -------------------------- | ----------------------- | ----------------------- |
|                            | Conservatore                                         | George Osborne             | 19 860                  | 48,11                   |
|                            | Laburista                                            | Steven Conquest            | 11 249                  | 27,25                   |
|                            | Lib Dem                                              | Michael Ash                | 7 685                   | 18,62                   |
|                            | UKIP                                                 | Mark Sheppard              | 769                     | 1,86                    |
|                            | Indipendente Verde                                   | Peter Sharratt             | 734                     | 1,78                    |
|                            | Tatton Group                                         | Vivianne Allinson          | 505                     | 1,22                    |
|                            | Indipendente                                         | John Batchelor             | 322                     | 0,78                    |
|                            | Indipendente                                         | Jonathan Hunt              | 154                     | 0,37                    |
|                            |                                                      |                            |                         |                         |
| Iscritti                   | Iscritti                                             | Iscritti                   | 65 004                  | 100,00                  |
| ↳ Votanti (% su iscritti)  | ↳ Votanti (% su iscritti)                            | ↳ Votanti (% su iscritti)  | 41 278                  | 63,50                   |
| ↳ Astenuti (% su iscritti) | ↳ Astenuti (% su iscritti)                           | ↳ Astenuti (% su iscritti) | 23 726                  | 36,50                   |
|                            |                                                      |                            |                         |                         |
|                            | Esito: collegio passa da Indipendente a Conservatore |                            |                         |                         |

## Risultati dei referendum

### Referendum sulla permanenza del Regno Unito nell'Unione europea del 2016
|             | Collegio    | Lasciare UE % | Rimanere in UE % |
| ----------- | ----------- | ------------- | ---------------- |
|             | Tatton      | 45,8%         | 54,2%            |
|             | Inghilterra | 53,3%         | 46,7%            |
| Regno Unito | 51,9%       | 48,1%         |                  |